# Oneida County (Wisconsin)
Das Oneida County ist ein County im US-amerikanischen Bundesstaat Wisconsin. Im Jahr 2020 hatte das County 37.845 Einwohner und eine Bevölkerungsdichte von 13 Einwohnern pro Quadratkilometer. Der Verwaltungssitz (County Seat) ist Rhinelander, das nach F. W. Rhinelander benannt wurde, einem Präsidenten der Lakeshore and Western Railroad.

## Geografie
Das County liegt im Norden von Wisconsin und ist etwa 35 km von Michigan entfernt. Es hat eine Fläche von 3201 Quadratkilometern, wovon 288 Quadratkilometer Wasserfläche sind.
Von Nordosten nach Südwesten wird das County vom Oberlauf des Wisconsin River durchflossen, einem linken Nebenfluss des Mississippi.
An das Oneida County grenzen folgende Nachbarcountys:
|              | Vilas County   |                 |
| Price County |                | Forest County   |
|              | Lincoln County | Langlade County |

## Geschichte
Das Oneida County wurde 1885 aus Teilen des Lincoln County gebildet. Benannt wurde es nach dem indigenen Volk der Oneida, eine der sechs Nationen der Irokesen.

## Bevölkerung
Nach der Volkszählung im Jahr 2010 lebten im Oneida County 35.998 Menschen in 16.226 Haushalten. Die Bevölkerungsdichte betrug 12,4 Einwohner pro Quadratkilometer. In den 2,17 Haushalten lebten statistisch je 16.226 Personen.
Ethnisch betrachtet setzte sich die Bevölkerung zusammen aus 96,7 Prozent Weißen, 0,5 Prozent Afroamerikanern, 1,0 Prozent amerikanischen Ureinwohnern, 0,5 Prozent Asiaten sowie aus anderen ethnischen Gruppen; 1,3 Prozent stammten von zwei oder mehr Ethnien ab. Unabhängig von der ethnischen Zugehörigkeit waren 1,2 Prozent der Bevölkerung spanischer oder lateinamerikanischer Abstammung.
17,6 Prozent der Bevölkerung waren unter 18 Jahre alt, 59,6 Prozent waren zwischen 18 und 64 und 22,8 Prozent waren 65 Jahre oder älter. 50,1 Prozent der Bevölkerung war weiblich.
Das jährliche Durchschnittseinkommen eines Haushalts lag bei 44.181 USD. Das Pro-Kopf-Einkommen betrug 26.374 USD. 10,8 Prozent der Einwohner lebten unterhalb der Armutsgrenze.

## Ortschaften im Oneida County
City:
- Rhinelander

Census-designated places (CDP)
- Lake Tomahawk
- Minocqua
- Three Lakes
- Woodruff

Andere Unincorporated Communities
| - Clearwater Lake - Clifford1 - Crescent Corner - Enterprise - Gagen | - Goodnow - Harshaw - Hazelhurst - Jennings - Lake George | - Lennox - Malvern - McCord2 - McNaughton - Monico | - Newbold - Pelican Lake - Pratt Junction - Rantz - Roosevelt | - Starks - Sugar Camp - Sunflower - Tripoli2 - Woodboro |

1 – teilweise im Lincoln und im Price County

2 – teilweise im Lincoln County

## Gliederung
Das Oneida County ist neben der Stadt Rhinelander in 20 Towns eingeteilt:
| Town                  | Einwohner (2010) | FIPS     |
| --------------------- | ---------------- | -------- |
| Town of Cassian       | 985              | 55-13025 |
| Town of Crescent      | 2033             | 55-17625 |
| Town of Enterprise    | 315              | 55-24125 |
| Town of Hazelhurst    | 1273             | 55-33575 |
| Town of Lake Tomahawk | 1043             | 55-41887 |
| Town of Little Rice   | 306              | 55-45150 |
| Town of Lynne         | 141              | 55-46650 |
| Town of Minocqua      | 4385             | 55-53225 |
| Town of Monico        | 309              | 55-53662 |
| Town of Newbold       | 2719             | 55-56425 |

| Town                | Einwohner (2010) | FIPS     |
| ------------------- | ---------------- | -------- |
| Town of Nokomis     | 1371             | 55-57450 |
| Town of Pelican     | 2764             | 55-61625 |
| Town of Piehl       | 86               | 55-62600 |
| Town of Pine Lake   | 2740             | 55-62925 |
| Town of Schoepke    | 387              | 55-72125 |
| Town of Stella      | 650              | 55-76975 |
| Town of Sugar Camp  | 1694             | 55-78075 |
| Town of Three Lakes | 2131             | 55-79700 |
| Town of Woodboro    | 813              | 55-88625 |
| Town of Woodruff    | 2055             | 55-88950 |